# John Frusciante
John Anthony Frusciante (* 5. března 1970, New York) je americký kytarista a člen kalifornské skupiny Red Hot Chili Peppers. Za svojí kariéru kapelu Red Hot Chilli Peppers dvakrát opustil, ale vždy se zase vrátil.

## Biografie
John Fusciante se narodil v Queens, v New Yorku 5. března roku 1970. Fruscianteho rodina je portorického a italského původu. Jeho otec byl vystudovaný malíř a jeho matka byla nadějnou zpěvačkou (nazpívala doprovodné vokály k písni Under The Bridge), než se stala matkou v domácnosti. S Johnem se přesunuli do Tucson v Arizoně a následně na Floridu, kde Johnův otec pracoval jako soudce pro okres Broward až do roku 2010. Poté, co se Fruscianteho rodiče rozešli, se jeho matka přesunula do Santa Monica v Kalifornii. O rok později se John se svou matkou a jejím přítelem přestěhoval do Mar Vista v Los Angeles.
John dostal svou první (akustickou) kytaru v devíti letech, následně začal hrát i na elektrickou kytaru a byl na ni schopen hrát i 15 hodin denně. Mezi jeho oblíbené skupiny patřily Clash a Joy Division a v patnácti letech objevil kapelu Red Hot Chilli Peppers, kterou si zamiloval. V šestnácti s nimi jezdil na turné, kde se poznal s kytaristou Hillelem Slovakem, který ho mnoho naučil.
Frusciante přišel do skupiny v roce 1988 poté, co se jeho předchůdce ve skupině, Hillel Slovak, předávkoval heroinem. V srpnu 1989 natočil se skupinou první studiové album Mother's Milk a z nepříliš známé skupiny se rychle staly hvězdy. Po dalším studiovém počinu z roku 1991, desce Blood Sugar Sex Magik, byla již skupina slavná po celém světě. Tuto slávu ale Frusciante nesl docela těžce. Začal brát heroin a 7. května 1992 kapele těsně před koncertem v Japonsku oznámil, že končí.
Trpěl zřejmě maniodepresivní psychózou. Šlo to s ním rychle z kopce. Dlouhou dobu nevycházel z domu, odřízl se od přátel a bral tvrdé drogy. V tomto období natočil také dvě sólové desky - „Niandra Lades and Usually Just a T-Shirt“ (tato deska ve skutečnosti vznikla ještě v době jeho působení v kapele a vznikem drogové závislosti) a „Smile From the Streets You Hold“. Dnes říká, že se za tyto desky stydí, protože byly natočeny jen pro potřebu peněz na drogy. Kvůli infekci přišel o zuby a dodnes má ruce plné jizev. Jeho bývalá kapela mezitím natočila s kytaristou Davem Navarrem poměrně úspěšné album „One Hot Minute“. Sama kapela však nebyla s výsledkem spokojena, navíc Navarro upadl do hlubin těžké drogové závislosti a vývoj skupiny se ocitl na mrtvém bodě. Dave musel ze skupiny odejít. Už to vypadalo, že se „redhoti“ rozpadnou. Ovšem Frusciante, kterého už většina lidí odepisovala, absolvoval úspěšnou protidrogovou léčbu a v roce 1998 se po vzájemné dohodě vrátil zpět do skupiny. Dá se říci, že JF a zbytek skupiny se zachránili navzájem.
Skupina během několika týdnů natočila album Californication. K prvnímu singlu s písní Scar Tissue byl natočen videoklip, který ukazuje členy kapely jako čtyři unavené a poraněné muže, kteří jedou autem vyprahlou pouští. John Frusciante hraje v klipu na zlomenou kytaru a také řídí auto, i když nikdy neměl řidičské povolení. Album se stalo obrovským hitem a kapela potvrdila svůj status legendy. V roce 2002 vydává skupina další, opět úspěšné, album „By The Way“. O dva roky později se Frusciantoveovi povedl husarský kousek, když během 12 měsíců vydal sedm alb, z toho 6 během 6 měsíců. Frusciante je, zdá se, stejně jako ostatní členové kapely z drogové závislosti vyléčen a stává se z něho zastánce zdravé výživy. V roce 2006 vydávají Redhoti další řadové album s názvem Stadium Arcadium.
V prosinci roku 2009 definitivně potvrdil spekulace o jeho odchodu z kapely a věnování se čistě sólové dráze. Jeho nástupcem v kapele se stal jeho kamarád a spolupracovník Josh Klinghoffer, který s kapelou podnikl turné Stadium Arcadium jako doprovodný kytarista.
15. prosince 2019 Red Hot Chili Peppers oznámili, že se Frusciante po deseti letech vrací do kapely. V roce 2022 si konečně po necelých 15 letech opět zahrál a nahrál album Unlimited Love které vyšlo 1. dubna toho roku.

## Diskografie

### Sólo alba
- 1994 – Niandra Lades and Usually Just a T-Shirt
- 1997 – Smile From the Streets You Hold
- 2001 – From the Sounds Inside
- 2001 – To Record Only Water for Ten Days
- 2004 – Shadows Collide with People
- 2004 – The Will to Death
- 2004 – Automatic Writing
- 2004 – Inside of Emptiness
- 2004 – A Sphere in the Heart of Silence
- 2004 – DC EP
- 2005 – Curtains
- 2007 – AW II
- 2009 – The Empyrean
- 2012 – Letur-Lefr (EP)
- 2012 – PBX Funicular Intaglio Zone
- 2013 – Outsides EP
- 2014 – Enclosure
- 2015 – Trickfinger
- 2016 – Foregrow (EP)
- 2017 – Trickfinger II
- 2020 – Maya
- 2023 – I + II

### Red Hot Chili Peppers
- 1989 – Mother's Milk
- 1991 – Blood Sugar Sex Magik
- 1999 – Californication
- 2002 – By the Way
- 2006 – Stadium Arcadium (2CD – Jupiter a Mars)
- 2022 – Unlimited Love
- 2022 – Return of the Dream Canteen

### Soundtracky
- 2004 – The Brown Bunny

## Trivia
- Dobrým přítelem Johna Frusciantea je slavný americký herec Johnny Depp, který ho podporoval při tvorbě jeho první sólové desky.
- Frusciante několikrát hostoval na deskách progresive-rockové skupiny The Mars Volta.
- V roce 2003 ho časopis Rolling Stone vyhodnotil jako 18. nejlepšího kytaristu všech dob a znovu v roce 2011 jako 72.
- John Frusciante se stal členem Rock and Roll Hall of Fame 14. dubna 2012 jako bývalý člen Red Hot Chili Peppers.